# Back for Good
Pour la chanson de Take That, voir Back for Good (chanson).
Albums de Modern Talking
In the Garden of Venus
(1987) Alone
(1999)
Singles
Back for Good est le 7e album du groupe allemand Modern Talking sorti le 30 mars 1998.
Cet album marque le grand retour des Modern Talking après 11 ans de séparation. Il inclut des remixes de leurs singles, quelques nouveaux titres et un medley. À l'époque, l'album a battu le record du nombre de ventes le plus rapide de l'histoire de l'Allemagne, avec 700 000 copies vendues en 10 jours. Back for Good est resté un an dans les charts allemands, du 6 avril 1998 au 18 avril 1999.

## Titres
1. You're My Heart, You're My Soul (New Version) - 3:47
2. Brother Louie (New Version) - 3:36
3. I Will Follow You - 3:56
4. Cheri Cheri Lady (New Version) - 3:00
5. You Can Win If You Want (New Version) - 3:25
6. Don't Play With My Heart - 3:23
7. Atlantis is Calling (New Version) - 3:20
8. Geronimo's Cadillac (New Version) - 3:02
9. Give Me Peace on Earth (New Version) - 4:08
10. We Take the Chance - 3:59
11. Jet Airliner (New Version) - 3:51
12. Ladi Lay (New Version) - 4:56
13. Anything Is Possible - 3:36
14. In 100 Years (New Version) - 3:53
15. Angie's Heart (New Version) - 3:28
16. You're My Heart, You're My Soul (Original No. 1 Mix '84) - 3:10
17. You Can Win If You Want (Original No. 1 Mix '84) - 3:40
18. No. 1 Hit Medley - 7:03